# 朱常㵂
衡憲王朱常㵂（1569年11月10日—1627年8月29日），是定王朱翊鑊庶第一子，明朝第二次封第五代衡王。朱常㵂於萬曆八年（1580年）受封世子，萬曆二十四年（1596年）襲封衡王。他在位三十一年，在天啟七年（1627年）過世，諡號憲，長子世子朱由檡於同年管理府事，但次年（1628年）亦去世，五年後由其次子朱由棷嗣位。

## 衡宪王墓
朱常㵂墓位于山东临朐县石家河乡石家河村，1994年遭盗掘。随后临朐县文物局到现场调查并对墓葬进行清理。墓内随葬物品被洗劫几尽，但有关石刻却完好无损，计有墓门刻石一，上书“钦建玄宫”；墓志盖一，上书“大明定王第一子衡宪王圹志”；《圹志》一，《朱书》一。

圹志

　　王讳常㵂，定王之子，母妃吴氏。王生于隆庆三年十月初二日，万历二十四年六月初六日册封为衡王。天启七年七月十九日以疾薨，享年五十有九。妃王氏薨。子五位：第一子未名封卒，第二子世子疾薨乏嗣，第三子改封世子，第四子封镇国将军，第五子报生未名封。女十一位，幼卒五位，第六女嘉祥县主，第七女卒，第八女钟祥县主，第九女济河县主，第十女太平县主，第十一女永寿县主。上闻讣，辍朝三日，遣官谕祭，谥曰宪。命有司治丧葬如制，及在京文武皆致祭焉。以崇祯二年十一月十五日葬于香炉山。呜呼!王以帝室，懿享有大国，允为藩辅，富贵极隆，哀荣备至，可无憾矣。爰述其概，勒之幽圹，用垂不朽云。

## 子女
- 第一子：还未赐名，早卒
- 第二子：朱由檡，封世子
- 第三子：朱由棷，襲封衡王
- 第四子：封镇国将军
- 第五子：
- 第六女：嘉祥县主
- 第八女：钟祥县主
- 第九女：济河县主
- 第十女：太平县主
- 第十一女：永寿县主